# 121315 Mikelentz
121315 Mikelentz è un asteroide della fascia principale. Scoperto nel 1999, presenta un'orbita caratterizzata da un semiasse maggiore pari a 2,6976501 UA e da un'eccentricità di 0,2053941, inclinata di 2,92562° rispetto all'eclittica.